# サイエンス大通り

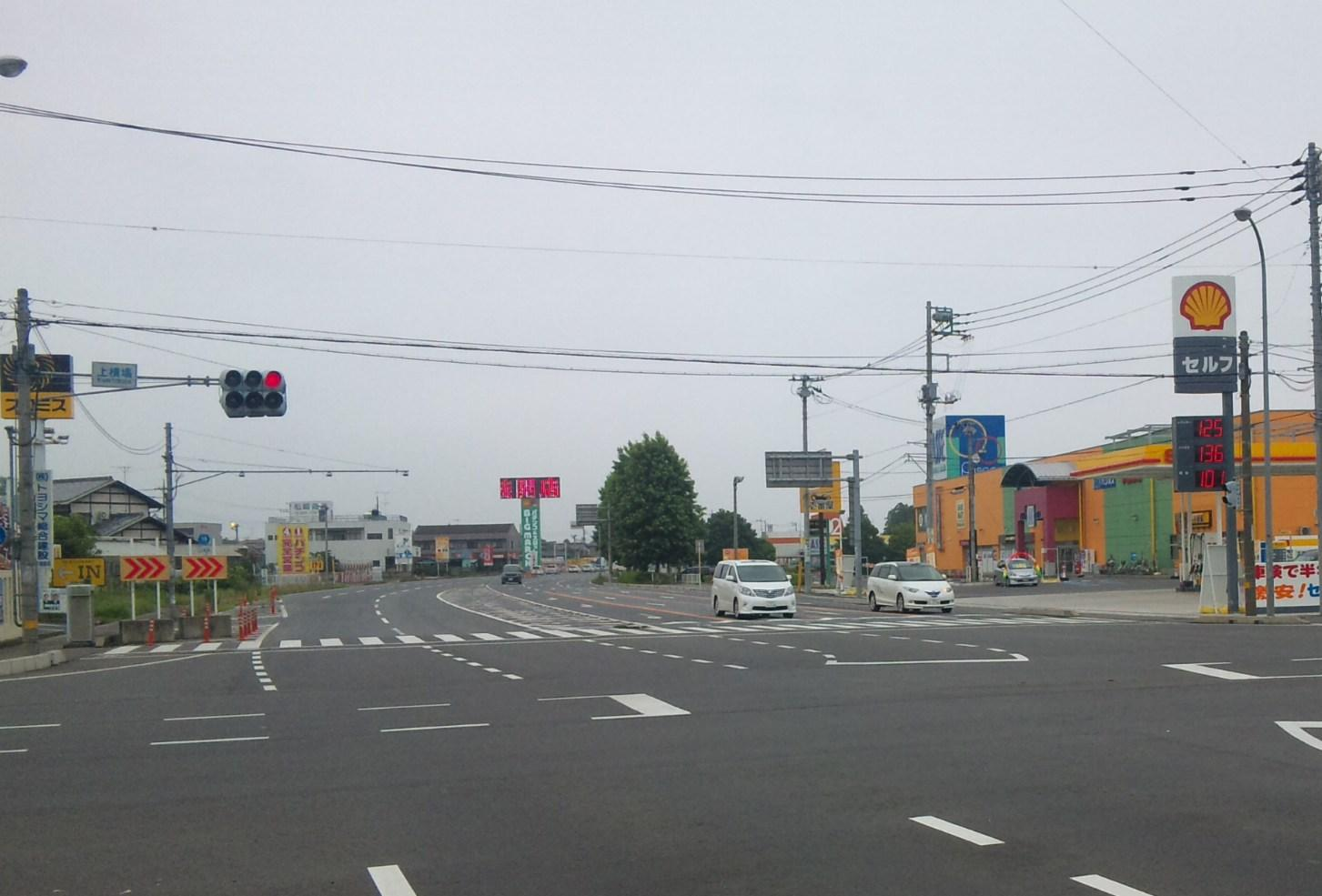
茨城県道19号取手つくば線（つくば市上横場）

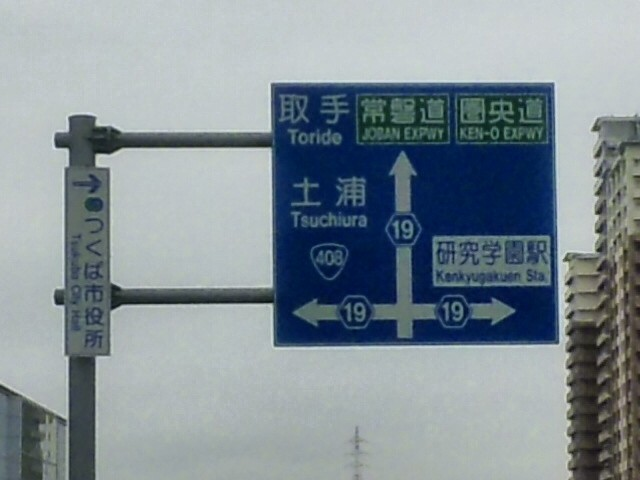
新都市中央通りとの交差点。すべての方向が、茨城県道19号取手つくば線となっている（研究学園駅付近）

サイエンス大通り（サイエンスおおどおり）は、茨城県つくば市の常磐自動車道谷田部インターチェンジから、つくば市西平塚の国土地理院前・学園西大通り（国道408号）に至る通りである。全線にわたり茨城県道19号取手つくば線の指定を受けている。

## 概要
1981年（昭和56年）、常磐自動車道谷田部インターチェンジ（IC）の開通にあわせ設置された道路で、開通当時は上横場地区まで開通。1985年（昭和60年）には、国際科学技術博覧会（科学万博 - つくば'85）の開催にあわせ、エキスポ大通りの交点である大境交差点まで延伸、さらに2005年（平成17年）には、つくばエクスプレス研究学園駅の設置に伴い、学園西大通りまで延伸した。道路の愛称名である「サイエンス大通り」は、1985年の科学万博の開催に合わせ、エキスポ大通りとともに来場客に分かり易いように、会場周辺の道路案内のために茨城県により名づけられたものである。
1985年3月から9月までの科学万博開催期間中は、常磐自動車道の谷田部ICから、万博会場を直接結ぶメインアクセス道路としての役割を果たし、同期間中における東第1駐車場入口交差点（現・つくば中央IC口付近）から大境交差点（エキスポ大通り交点）の区間に大規模な交通規制が敷かれ、深夜早朝を除いて通行禁止規制が行われていた。

### 路線名
県道名
- 茨城県道19号取手つくば線

都市計画道路名
- 研究学園都市計画道路 3・3・14号 上横場西大橋線
- つくば市上横場 - 柳橋 - 新井 - 山中 - 西岡 - 西大橋を結ぶ区間の道路。

## 年表
- 1978年（昭和53年）12月25日：筑波郡伊奈村大字高岡 - 筑波郡谷田部町大字柳橋（海道交差点）が、県道取手筑波線のバイパス道路工事区域として指定を受ける[4]
- 1981年（昭和56年）
  - 6月15日：谷田部町大字上横場 - 大字西大橋間を結ぶ、「研究学園都市計画道路 3・3・14号 上横場西大橋線」の都市計画決定[3]。
  - 11月24日：筑波郡谷田部町大字柳橋（海道交差点） - 同町大字西大橋（大境交差点）間の道路延伸工事区間が、県道取手筑波線に指定される[5]。
- 1984年（昭和59年）
  - 5月17日：谷田部町大字羽成 - 同町大字上横場（上横場交差点）の谷田部インターチェンジ取付道路を4車線化供用開始[6]。
  - 12月24日：谷田部町大字上横場（上横場交差点） - 同町大字柳橋（海道交差点）の約1.7km区間を延伸供用開始[7]。
- 1985年（昭和60年）2月1日：谷田部町大字柳橋（海道交差点） - 同町大字西大橋（大境交差点）までの約2.1km区間を延伸供用開始[8]。

## 接続する主な道路
- 常磐自動車道（谷田部インターチェンジ）
- 茨城県道143号谷田部牛久線
- 国道354号（土浦野田通り、上横場交差点）
- 首都圏中央連絡自動車道（つくば中央インターチェンジ）
- 茨城県道123号土浦坂東線（エキスポ大通り、大境交差点）
- 新都市中央通り
- 学園西大通り（国道408号）